# Festival Agapé
Le Festival Agapé est un festival de musique sacrée, cofondé en 1992 à Genève par Benoît-Emmanuel Peltereau-Villeneuve et Marie-Dominique Philippe.

## Historique
La communauté Saint-Jean, installée à Genève à l'église Saint-François de Sales depuis 1985, lance en 1992 la première édition du festival, qui entend célébrer « l'art comme expression de la foi ». Benoît-Emmanuel Peltereau-Villeneuve, curé de la paroisse, est un des cofondateurs du festival, destiné également à perpétuer après sa mort la mémoire de Marie-Dominique Philippe.
Fin 2022, Benoît-Emmanuel Peltereau-Villeneuve est renvoyé de l'état clérical par le pape François à la suite d'accusations d'agressions sexuelles. À la suite de ce renvoi, Charles Morerod, évêque de Lausanne, Genève et Fribourg, interdit en 2023 la tenue des festivals dans des églises catholiques, suivi en cela par l'Église protestante de Genève qui les bannit de ses propres lieux de culte. Malgré l'interdiction du Vatican, Benoît-Emmanuel Peltereau-Villeneuve est présent en habit religieux à l'édition 2023 du festival,.
En 2025, l'État de Genève annule le festival deux jours avant sa tenue. Les raisons invoquées sont notamment les liens du Festival Agapé avec Benoît-Emmanuel Peltereau-Villeneuve, mais aussi le profil de deux artistes participants proches de lui : Jean-Luc Jeener, auteur d'une pièce controversée, Pédophilie, qui décrit de manière crue des actes sexuels sur une fillette de 12 ans, et Jean Tubéry, condamné en 2024 pour « propos à connotation sexuelle imposés de manière répétée », jugement dont il a fait appel,,. Dans la foulée, le 4 juin 2025, la ville de La Rochelle annule également l'édition prévue le 12 juin. Avant cette annonce, le diocèse de La Rochelle avait déjà décidé de ne pas mettre à disposition l'église du Sacré-Cœur. À la suite de l'annulation à Genève, la Tribune de Genève révèle que des plaintes pénales ont été déposées « contre des personnes non identifiées », ainsi que des recours administratifs auprès de la ville et de l'État,.

## Éditions

### Genève
- 1992 : 1re édition : Jean Piat y lit des textes de Mansour Labaky[1],[note 1].
- 1994 : 2e édition, avec une conférence de Marie-Dominique Philippe[note 2] sur « Le tragique dans l'art »[12].
- 2000 : présence de Montserrat Figueras[13], 4 500 entrées[14].
- 2002 : édition des 10 ans, avec une conférence de Marie-Dominique Philippe[note 2] sur « L’art, lumière pour l’esprit »[14].
- 2004 : 7e édition[15],[16].
- 2015 : concert de Jordi Savall dans la cathédrale Saint-Pierre.
- 2017 : 13e édition[17],[18].
- 2019 : 14e édition, avec Nicolas Achten, Leonardo García-Alarcón[19],[20].
- 2023 : avec Jean Rondeau[21],[22].
- 2024 : concert de Jordi Savall à l'Arena de Genève, organisé par Agapé[2].
- 2025 : édition annulée par l'État de Genève 48 heures avant son début[2]. Participants annoncés : Bertrand Cuiller, l'Ensemble La Fenice dirigé par Jean Tubéry, Jean-Luc Jeener[23].

### Reims
- 2013 : 1re édition à Reims[24].
- 2018 : 3e édition à Reims[25].
- 2022 : 4e édition à Reims, avec Jean Tubéry, Jordi Savall, Leonardo García-Alarcón[26].
- 2023 : avec Jean Tubéry[27].

### Autres lieux
- 2010 : édition à Auxerre et Fontenay[28]
- 2011 : édition à Cenves[28],[note 3].
- 2022 : édition à La Rochelle, avec Jean Tubéry[30].
- 2023 : 10e édition à Saltillo[31],[note 4].
- 2024 : édition à La Rochelle[32], en présence de Jean Tubéry, condamné deux mois auparavant à six mois de prison avec sursis pour « propos à connotation sexuelle imposés de manière répétée », jugement dont il a fait appel[2].
- 2024 : 11e édition à Saltillo[33].
- 2025 : édition à La Rochelle, annulée par la ville de La Rochelle, et refus du diocèse de La Rochelle de  mettre à disposition l'église du Sacré-Cœur[8]. Participants annoncés : Ensemble La Fenice dirigé par Jean Tubéry[34],[note 4].